# Simtek S951
A Simtek S951 egy Formula–1-es versenyautó, amit a Simtek csapat tervezett és versenyeztetett az 1995-ös Formula–1 világbajnokság során. Pilótái Domenico Schiattarella és Jos Verstappen voltak, a tesztpilóta pedig Noda Hideki - utóbbi versenyzett volna a tervek szerint Schiattarella helyén az idény második felében, de a csapat mindössze öt verseny után csődbe ment és visszalépett.

## Áttekintés
Az autó az előző évi S941-es áttervezett változata volt, annak érdekében, hogy a csapat biztos lábakkal vesse meg magát a sportágban az előző évi tragikus eseményeket követően. A legnagyobb változás az volt, hogy lecserélték a váltót és a motort: megkapták a Benetton előző évi váltóját, valamint a Ford-Cosworth EDB motorokat, melyekkel a gyártó HB típusú egységeit váltották. A váltóért cserébe Jos Verstappen versenyeztetését is vállalnia kellett a csapatnak. Az autó lassan készült el, gyakorlatilag a szezonnyitóra lett csak teljesen kész, ami azt jelentette, hogy nem tudtak eleget tesztelni.
Egyértelműen versenyképesebb konstrukció volt, mint az előző évi, sőt Verstappen a középmezőnybe is tudott vele kvalifikálni. Mégis mindössze egyetlen versenyt fejezett be a megbízhatósági gondok miatt. A legjobb eredményük Schiattarella argentin kilencedik helye volt.
A monacói nagydíjon már a rajtnál kiesett mindkét versenyző egy nagy balesetben, és mivel nem volt se tartalék autó, se lehetőség a javításra, az akkori szabályok szerint úgy könyvelték el, mintha el se indultak volna, hiszen a rajtot megismételték. Ezt a futamot követően azonban a Simtek anyagi helyzete kétségbeejtővé vált: összesen hatmillió font adósságot halmoztak fel másfél év alatt, köszönhetően egy üzletnek is, amelyről később kiderült, hogy átverés. A csapat nem utazott el Kanadába, mert azt remélték, hogy a francia nagydíjig össze tudnak szedni elég szponzori pénzt, de nem sikerült, és végül csődbe is mentek. Miután visszaléptek a bajnoki küzdelmektől, 1995 júliusában elárverezték a két autót, összesen 34 ezer font értékben.
Az S951-esek 2007-ben tértek ismét vissza, amikor az EuroBOSS bajnokságban vezette őket Paul Smith és Peter Alexander.

## Eredmények
| Év   | Csapat | Motor              | Gumik | Pilóták       | 1   | 2   | 3   | 4   | 5   | 6   | 7   | 8   | 9   | 10  | 11  | 12  | 13  | 14  | 15  | 16  | 17  | Pontok | Helyezés |
| ---- | ------ | ------------------ | ----- | ------------- | --- | --- | --- | --- | --- | --- | --- | --- | --- | --- | --- | --- | --- | --- | --- | --- | --- | ------ | -------- |
| 1995 | Simtek | Ford-Cosworth EDB1 | G     |               | BRA | ARG | SMR | ESP | MON | CAN | FRA | GBR | GER | HUN | BEL | ITA | POR | EUR | PAC | JPN | AUS | 0      | 13.      |
| 1995 | Simtek | Ford-Cosworth EDB1 | G     | Schiattarella | KI  | 9   | KI  | 15  | NI  |     |     |     |     |     |     |     |     |     |     |     |     | 0      | 13.      |
| 1995 | Simtek | Ford-Cosworth EDB1 | G     | Verstappen    | KI  | KI  | KI  | 12  | NI  |     |     |     |     |     |     |     |     |     |     |     |     | 0      | 13.      |